# Histoires courtes de Bobo
Pour un article plus général, voir Bobo (bande dessinée).
 (septembre 2024).
Si vous disposez d'ouvrages ou d'articles de référence ou si vous connaissez des sites web de qualité traitant du thème abordé ici, merci de compléter l'article en donnant les références utiles à sa vérifiabilité et en les liant à la section « Notes et références ».

## Bobo garde-chiourme
Cinquantième histoire de la série Bobo de Paul Deliège et Maurice Rosy. Elle est publiée pour la première fois dans le journal Spirou no 1461 (1966).

## Un trou pour Bobo
Cinquante-septième histoire de la série Bobo de Paul Deliège et Maurice Rosy. Elle est publiée pour la première fois dans le journal Spirou no 1477 (1966).

## Bobo la mouche
Soixantième histoire de la série Bobo de Paul Deliège et Maurice Rosy. Elle est publiée pour la première fois dans le journal Spirou no 1481 (1966).

## Bobo dans la neige
Soixante-deuxième histoire de la série Bobo de Paul Deliège et Maurice Rosy. Elle est publiée pour la première fois dans le journal Spirou no 1496 (1966).

## Le Sapin de Bobo
Soixante-quatorzième histoire de la série Bobo de Paul Deliège et Maurice Rosy. Elle est publiée pour la première fois dans le journal Spirou no 1601 (1968).

## Bonnes crêpes… Bobo
Soixante-dix-neuvième histoire de la série Bobo de Maurice Rosy et Maurice Kornblum. Elle est publiée pour la première fois dans le journal Spirou no 1654 (1969).

## Bobo et monsieur Klok
Quatre-vingt-septième histoire de la série Bobo de Maurice Rosy. Elle est publiée pour la première fois dans le journal Spirou no 1761 (1972).

## Histoire sans titre
Quatre-vingt-neuvième histoire de la série Bobo de Maurice Rosy. Elle est publiée pour la première fois dans le journal Spirou no 1820 (1973).

## Bobo et l'engin de M. Klok
quatre-vingt-dixième histoire de la série Bobo de Maurice Rosy. Elle est publiée pour la première fois dans le journal Spirou no 1835 (1973).

## Histoire sans titre (2)
Quatre-vingt-onzième histoire de la série Bobo de Paul Deliège. Elle est publiée pour la première fois dans le journal Spirou no 1850 (1973).

## Retour à la terre
Quatre-vingt-douzième histoire de la série Bobo de Paul Deliège. Elle est publiée pour la première fois dans le journal Spirou no 1853 (1973).

## Bobo prend l'air
Quatre-vingt-treizième histoire de la série Bobo de Paul Deliège. Elle est publiée pour la première fois dans le journal Spirou no 1865 (1974).

## Inzepoket déménage
Quatre-vingt-quatorzième histoire de la série Bobo de Paul Deliège. Elle est publiée pour la première fois dans le journal Spirou no 1872 (1974).

## Inzepoket Petroleum
Quatre-vingt-quinzième histoire de la série Bobo de Paul Deliège. Elle est publiée pour la première fois dans le journal Spirou no 1874 (1974).

## Bobo Western
Quatre-vingt-seizième histoire de la série Bobo de Paul Deliège. Elle est publiée pour la première fois dans le journal Spirou no 1886 (1974).

## Les Malheurs de Jo-la-Candeur
Quatre-vingt-dix-septième histoire de la série Bobo de Paul Deliège. Elle est publiée pour la première fois dans le journal Spirou no 1890 (1974).

## Le Lance-pierres
Quatre-vingt-dix-huitième histoire de la série Bobo de Paul Deliège. Elle est publiée pour la première fois dans le journal Spirou no 1900 (1974).

## Une pierre à la mer
Centième histoire de la série Bobo de Paul Deliège. Elle est publiée pour la première fois dans le journal Spirou no 1926 (1975).

## L'Inondation
Cent-unième histoire de la série Bobo de Paul Deliège. Elle est publiée pour la première fois dans le journal Spirou no 1938 (1975).

## Bobo change de peau
Cent-deuxième histoire de la série Bobo de Paul Deliège. Elle est publiée pour la première fois dans le journal Spirou no 1944 (1975).

## Un courrier copieux
Cent-troisième histoire de la série Bobo de Paul Deliège. Elle est publiée pour la première fois dans le journal Spirou no 1953 (1975).

## La Barbe à papa
Cent-quatrième histoire de la série Bobo de Paul Deliège. Elle est publiée pour la première fois dans le journal Spirou no 1969 (1976).

## Ruée vers l'or
Cent-cinquième histoire de la série Bobo de Paul Deliège. Elle est publiée pour la première fois dans le journal Spirou no 1979 (1976).

## Le Drôle de passe-temps de monsieur Albert
Cent-septième histoire de la série Bobo de Paul Deliège. Elle est publiée pour la première fois dans le journal Spirou no 2011 (1976).

## La Bûche
Cent-huitième histoire de la série Bobo de Paul Deliège. Elle est publiée pour la première fois dans le journal Spirou no 2019 (1976).

## La Pompe à essence du prof. Von Himmelkreutz
Cent-neuvième histoire de la série Bobo de Paul Deliège. Elle est publiée pour la première fois dans le journal Spirou no 2021 (1977).

## Histoire sans titre (3)
Cent-dixième histoire de la série Bobo de Paul Deliège. Elle est publiée pour la première fois dans le journal Spirou no 2034 (1977).

## Le Bouton
Pour les articles homonymes, voir Le Bouton (homonymie).
Cent-onzième histoire de la série Bobo de Paul Deliège. Elle est publiée pour la première fois dans le journal Spirou no 2049 (1977).

## L'Aumônier
Cent-douzième histoire de la série Bobo de Paul Deliège. Elle est publiée pour la première fois dans le journal Spirou no 2085 (1978).

## L'Évasion
Cent-treizième histoire de la série Bobo de Paul Deliège. Elle est publiée pour la première fois dans le journal Spirou no 2101 (1978).

## La Fusée
Cent-quatorzième histoire de la série Bobo de Paul Deliège. Elle est publiée pour la première fois dans le journal Spirou no 2106 (1978).

## Le Gâteau d'anniversaire
Cent-quinzième histoire de la série Bobo de Paul Deliège. Elle est publiée pour la première fois dans le journal Spirou no 2121 (1978).

## Le Violoncelle
Cent-seizième histoire de la série Bobo de Paul Deliège. Elle est publiée pour la première fois dans le journal Spirou no 2138 (1979).

## Bobo passe le temps
Cent-dix-septième histoire de la série Bobo de Paul Deliège. Elle est publiée pour la première fois dans le journal Spirou no 2139 (1979).

## Star jail: la prison des étoiles
Cent-dix-huitième histoire de la série Bobo de Paul Deliège. Elle est publiée pour la première fois dans le journal Spirou no 2145 (1979).

## L'Otage
Cent-dix-neuvième histoire de la série Bobo de Paul Deliège. Elle est publiée pour la première fois dans le journal Spirou no 2149 (1979).

## La Pierre
Cent-vingt-et-unième histoire de la série Bobo de Paul Deliège. Elle est publiée pour la première fois dans le journal Spirou-festival (1981).

## Haute montagne
Cent-vingt-troisième histoire de la série Bobo de Paul Deliège. Elle est publiée pour la première fois dans le no 2276 du journal Spirou (1981).

## La Corde
Cent-vingt-quatrième histoire de la série Bobo de Paul Deliège. Elle est publiée pour la première fois dans le no 2282 du journal Spirou (1982).

## Histoire sans titre (4)
Cent-vingt-cinquième histoire de la série Bobo de Paul Deliège. Elle est publiée pour la première fois dans le no 2287 du journal Spirou (1982).

## De temps en temps
Cent-vingt-septième histoire de la série Bobo de Paul Deliège. Elle est publiée pour la première fois dans le no 2331 du journal Spirou (1982).

## Opération bascule
Cent-vingt-neuvième histoire de la série Bobo de Paul Deliège. Elle est publiée pour la première fois dans le no 2375 du journal Spirou (1983).

## Robotique
Cent-trente-quatrième histoire de la série Bobo de Paul Deliège. Elle est publiée pour la première fois dans le no 2456 du journal Spirou (1985).

## Des petits trous, des petits trous
Cent-trente-sixième histoire de la série Bobo de Paul Deliège. Elle est publiée pour la première fois dans le no 2462 du journal Spirou (1985).

## Saute d'humeur
Cent-trente-septième histoire de la série Bobo de Paul Deliège. Elle est publiée pour la première fois dans le no 2495 du journal Spirou (1986).

## Une pierre à porter
Cent-trente-huitième histoire de la série Bobo de Paul Deliège. Elle est publiée pour la première fois dans le no 2527 du journal Spirou (1986).

## Préretraite
Cent-quarantième histoire de la série Bobo de Paul Deliège. Elle est publiée pour la première fois dans le no 2545 du journal Spirou (1987).

## Échange éthylique
Cent-quarante-et-unième histoire de la série Bobo de Paul Deliège. Elle est publiée pour la première fois dans le no 2546 du journal Spirou (1987).

## L'Affaire Bobo
Cent-quarante-troisième histoire de la série Bobo de Paul Deliège. Elle est publiée pour la première fois dans le no 2594 du journal Spirou (1987).

## L'Escalade
Cent-quarante-sixième histoire de la série Bobo de Paul Deliège. Elle est publiée pour la première fois dans le no 2636 du journal Spirou (1988).

## Inculture musicale
Cent-quarante-septième histoire de la série Bobo de Paul Deliège. Elle est publiée pour la première fois dans le no 2656 du journal Spirou (1989).

## Évasion à l'aveuglette
Cent-quarante-huitième histoire de la série Bobo de Paul Deliège. Elle est publiée pour la première fois dans le no 2669 du journal Spirou (1989).

## Le Boulet
Cent-quarante-neuvième histoire de la série Bobo de Paul Deliège. Elle est publiée pour la première fois dans le no 2687 du journal Spirou (1989).

## Place aux jeunes
Cent-cinquantième histoire de la série Bobo de Paul Deliège. Elle est publiée pour la première fois dans le no 2688 du journal Spirou (1989).

## La Commande
Cent-cinquante-et-unième histoire de la série Bobo de Paul Deliège. Elle est publiée pour la première fois dans le no 2717 du journal Spirou (1990).

## La Confiture
Cent-cinquante-deuxième histoire de la série Bobo de Paul Deliège. Elle est publiée pour la première fois dans le no 2725 du journal Spirou (1990).

## Restructuration
Cent-cinquante-quatrième histoire de la série Bobo de Paul Deliège. Elle est publiée pour la première fois dans le no 2770 du journal Spirou (1991).

## La Recette
Cent-cinquante-septième histoire de la série Bobo de Paul Deliège. Elle est publiée pour la première fois dans le no 2873 du journal Spirou (1993).

## Le Point G
Cent-cinquante-neuvième histoire de la série Bobo de Paul Deliège. Elle est publiée pour la première fois dans le no 2925 du journal Spirou (1994).